# Monterrey Open 2017
Monterrey Open 2017 — жіночий тенісний турнір, що проходив на відкритих кортах з твердим покриттям. Це був 8-й за ліком Monterrey Open. Належав до серії International у рамках Туру WTA 2017. Відбувся в Club Sonoma в Монтерреї (Мексика). Тривав 3 до 9 квітня 2017 року.

## Призові очки і гроші

### Розподіл очок
| Дисципліна       | П   | Ф   | ПФ  | ЧФ | 1/8 | 1/16 | Q   | Q3  | Q2  | Q1  |
| Одиночний розряд | 280 | 180 | 110 | 60 | 30  | 1    | 18  | 14  | 10  | 1   |
| Парний розряд    | 280 | 180 | 110 | 60 | 1   | Н/Д  | Н/Д | Н/Д | Н/Д | Н/Д |

### Розподіл призових грошей
| Дисципліна       | П       | Ф       | ПФ      | ЧФ     | 1/8    | 1/16   | Q3     | Q2   | Q1   |
| Одиночний розряд | $43,000 | $21,400 | $11,300 | $5,900 | $3,310 | $1,925 | $1,005 | $730 | $530 |
| Парний розряд*   | $12,300 | $6,400  | $3,435  | $1,820 | $960   | Н/Д    | Н/Д    | Н/Д  | Н/Д  |

*на пару

## Учасниці основної сітки в одиночному розряді

### Сіяні
| Країна    | Гравчиня               | Рейтинг1 | Сіяна |
| --------- | ---------------------- | -------- | ----- |
| Німеччина | Анджелік Кербер        | 1        | 1     |
| Росія     | Анастасія Павлюченкова | 17       | 2     |
| Франція   | Каролін Гарсія         | 23       | 3     |
| Іспанія   | Карла Суарес Наварро   | 24       | 4     |
| Угорщина  | Тімеа Бабош            | 27       | 5     |
| Росія     | Катерина Макарова      | 35       | 6     |
| Франція   | Алізе Корне            | 44       | 7     |
| США       | Крістіна Макгейл       | 46       | 8     |

- 1 Рейтинг подано станом на 20 березня 2017.

### Інші учасниці
Нижче наведено учасниць, які отримали вайлд-кард на участь в основній сітці:
- Катерина Макарова
- Франческа Ск'явоне
- Рената Сарасуа

Нижче наведено гравчинь, які пробились в основну сітку через стадію кваліфікації:
- Крісті Ан
- Леслі Керкгове
- Тереза Мартінцова
- Надя Подороска

### Знялись з турніру
До початку турніру
- Ніколь Гіббс  →її замінила  Патрісія Марія Тіг
- Моніка Нікулеску →її замінила  Деніса Аллертова
- Одзакі Ріса →її замінила  Алісон ван Ейтванк

## Учасниці основної сітки в парному розряді

### Сіяні
| Країна    | Гравчиня                     | Країна          | Гравчиня          | Рейтинг1 | Сіяна |
| --------- | ---------------------------- | --------------- | ----------------- | -------- | ----- |
| Японія    | Нао Хібіно                   | Польща          | Алісія Росольська | 112      | 1     |
| Німеччина | Татьяна Марія                | Велика Британія | Гезер Вотсон      | 152      | 2     |
| Аргентина | Марія Ірігоєн                | Польща          | Паула Канія       | 161      | 3     |
| Росія     | Дзаламідзе Натела Георгіївна | Люксембург      | Менді Мінелла     | 189      | 4     |

- Рейтинг станом на 20 березня 2017.

### Інші учасниці
Нижче наведено пари, які отримали вайлдкард на участь в основній сітці:
- Йована Якшич /  Марсела Сакаріас
- Вікторія Родрігес  /  Ана Софія Санчес

## Переможниці

### Одиночний розряд
- Анастасія Павлюченкова —  Анджелік Кербер, 6–4, 2–6, 6–1

### Парний розряд
- Нао Хібіно /  Алісія Росольська —  Даліла Якупович /  Надія Кіченок, 6–2, 7–6(7–4)